# اسپوکوینی (آدیغیه)
اسپوکوینی (به لاتین: Spokoyny) یک منطقهٔ مسکونی در روسیه است که در آدیغیه واقع شده‌است.